# Zamek w Śniatynie
Zamek w Śniatynie – zbudowany w XV w. przez Michała Mużyło Buczackiego.

## Budowniczy
Michał Mużyło Buczacki był wojewodą podolskim, kasztelanem kamienieckim, starostą śniatyńskim i kołomyjskim.

## Architektura
Do momentu wybudowania ratusza funkcję wieży obserwacyjnej spełniała nieistniejąca obecnie wieża tego zamku, który znajdował się w obrębie współczesnej ulicy Kuzniecznej, w miejscu szkoły – internatu, szwalni i dzisiejszego ratusza. Na przestrzeni dziejów zamek niszczał i zniknął po II wojnie światowej za czasów ZSRR.